# ديوجينيس لونا
ديوجينيس لونا (مواليد 1 مايو 1977) هو ملاكم كوبي، مثّل بلاده في الألعاب الأولمبية الصيفية 2000 وحقق الميدالية البرونزية في فئة الوزن الخفيف.

## روابط خارجية
ديوجينيس لونا على موقع أوليمبيديا (الإنجليزية)